# Matematica delle scommesse
Nel gergo del gioco d'azzardo, il bookmaking è la creazione delle quote del pagamento delle scommesse per le varie possibilità che possono accadere. Il termine ha origine dalla pratica dell'annotare quote e pagamenti da parte degli scommettitori in un taccuino a copertina rigida, chiamato appunto "book". Da ciò viene anche il termine inglese bookmaker, in italiano chiamato allibratore, usato per colui che prende le scommesse e fornisce le quote.

## Bookmaking e overround
I bookmaker cercano di organizzare le quote in modo che abbiano un profitto qualsiasi risultato esca (vedere Dutch book e Coerenza (Strategia di gioco)). Ciò si ottiene principalmente regolando il valore delle quote secondo la probabilità che l'evento accada.
Le quote indicate per un evento di solito sono fissate a priori precedentemente all'evento ma di solito esse fluttuano in base all'entità delle puntate che vengono effettuate. Questo articolo tratta del primo caso, per il secondo guardare la pagina scommessa al totalizzatore.
È importante comprendere la correlazione fra quote e probabilità effettive. Ossia, le quote di a-b (anche scritto come a/b) rappresentano le probabilità relative di b/(a+b), per esempio 6-4 (6 a 4) è 4/(6+4) = 4/10 = 0,4 (o 40%). Una probabilità relativa di x rappresenta le quote di (1-x)/x, per esempio 0,2 è (1-0,2)/0,2 = 0,8/0,2 = 4/1 (4-1). Nel leggere le quote, a-b significa che pagando all'allibratore una quantità b vincendo si otterrà una quota a più ovviamente la restituzione della quota b pagata per un totale di a+b.
L'overround si calcola sommando le percentuali e sottraendo 100 a quel valore.

### Esempi
Considerando una partita di calcio (l'evento) in cui i tre risultati possono essere "vittoria in casa", "pareggio" o "vittoria ospiti" le seguenti quote potrebbero essere scritte per rappresentare l'eventualità reale che gli eventi accadano:
Vittoria in casa: paro
Pareggio: 2-1
Vittoria ospiti: 5-1
Queste quote possono essere rappresentate anche come probabilità reali (o come percentuali) come segue:
Paro (o 1-1) corrisponde a 1⁄2 (50%)
2-1 corrisponde a 1⁄3 (331⁄3%)
5-1 corrisponde a 1⁄6 (162⁄3%)
Sommando le percentuali si ottiene un totale di 100%, detto "fair book". L'allibratore però per avere sempre dei profitti abbasserà le quote. Consideriamo con l'esempio di prima il modello più semplice di riduzione, mantenendo le quote proporzionali alle probabilità (3:2:1):
Vittoria in casa: 4-6
Pareggio: 6-4
Vittoria ospiti: 4-1
4-6 corrisponde a 3⁄5 (60%)
6-4 corrisponde a 2⁄5 (40%)
4-1 corrisponde a 1⁄5 (20%)
Sommando queste percentuali si ottiene un book di 120%. Quel 20% in più rappresenta l'overround  o anche margine del bookmaker. Esso rappresenta il margine di guadagno dell'allibratore. Quindi idealmente, se un allibratore accetta quote per un totale di 120 €, egli pagherà solamente 100 € quote da restituire comprese. Esaminiamo come avverrà ciò:
Puntata di 60 € sulla vittoria in casa quotata 4-6, vincendo si otterrebbero 100 €
Puntata di 40 € sul pareggio quotato 6-4, vincendo si otterrebbero 100 €
Puntata di 20 € sulla vittoria ospiti quotata 4-1, vincendo si otterrebbero 100 €
Totale delle puntate ricevute dall'allibratore: 120 €, valore massimo da sborsare al vincitore: 100 € indipendentemente dal risultato. Questi 20 € guadagnati rappresentano il 16²⁄3 % del totale puntato (20 × 100/120). Nella realtà i bookmaker usano sistemi diversi per ridurre le quote, molto più sofisticati di questa situazione ideale.

## Overround su scommesse multiple
Quando il giocatore punta su più di un evento, l'overround dei vari book si somma a suo danno influendo negativamente sul ricavato del giocatore, diminuendolo rispetto alla vincita teorica garantita dalle probabilità reali. Per spiegare il concetto, prendiamo ad esempio una scommessa doppia sul vincitore di due match di tennis.
Nel match 1 si sfidano i giocatori A e B. Entrambi hanno le stesse probabilità di vincere. La situazione è la stessa nel match 2 fra C e D. Se ci fosse un fair book (book del 100%) in ognuno dei due, ad ogni scommettitore sarebbe garantita una quota a paro (1-1). Per avere comunque un margine di overround i bookmaker offrirebbero quote come 5-6 su ognuno dei due giocatori di ognuno dei due match. Il risultato del book dei match è del 109.09..%, calcolato con 100 × (6⁄11 + 6⁄11) quindi 9.09% di overround.
Ci sono quattro possibili uscite su una scommessa combinata su questi match: AC, AD, BC o BD. Poiché ciascuno dei risultati di questo esempio è stato scelto per assicurare che siano equiprobabili si può dedurre che la probabilità di ogni risultato è di 1/4 o 0,25 e che le quote per ciascuna possibilità è 3-1 (o 3/1). Quindi ad esempio una puntata di 100 unità su qualsiasi uscita, in caso di vincita frutterebbe 100 × (3/1 + 1) = 400 unità.
Da ciò si deduce che la potenziale vincita di una possibilità è pari alla puntata moltiplicata per (quota+1) di ogni possibile uscita. Quindi se ogni vincitore è quotato 5/6 (per aumentare l'overround) e la puntata è di 100 unità, la possibile vittoria sulla scommessa combinata è di 100 × (5/6 + 1) × (5/6 + 1) = 336,11... unità, che tradotto in quota diventa 3,3611-1 che è molto più bassa del reale 3-1. Una quota di 2.3611-1 rappresenta una percentuale del 29.752% (100/3.3611). Sommando tutte le percentuali si ottiene un book totale del 119.01%.
In generale, l'overround combinato su una scommessa doppia (OD), espresso come percentuale, è calcolato dai book individuali B1 e B2, espressi in decimali, con OD = B1 × B2 × 100 − 100. nell'esempio abbiamo OD = 1.0909 × 1.0909 × 100 − 100 = 19.01%. Così l'overround è poco più che raddoppiato dalla combinazione di due scommesse singole in una doppia e questo è il motivo per cui gli allibratori offrono spesso bonus sulle scommesse multiple. Matematicamente si scrive che per ogni scommessa da due a i selezioni, la percentuale di overround dei book combinati B1, B2, ..., Bi dati in decimali è B1 × B2 × ... × Bi × 100 − 100.